# Gustave Guiches
Alexis Antoine Paul Gustave Guiches est un romancier et dramaturge français, né le 18 juin 1860 à Albas dans le Lot, mort le 3 août 1935 en son domicile dans le 9e arrondissement de Paris.

## Biographie
Fils d'un receveur municipal et viticulteur d'Albas frappé par la crise du phylloxéra, Gustave Guiches devient bachelier ès lettres après des études secondaires dans un établissement catholique à Cahors. Il poursuit des études supérieures, mais échoue, en 1879, à Paris, puis en 1880, à l'Institut catholique de Toulouse, à ses examens en faculté de Droit. Décidé malgré tout à « faire de la littérature », il revient alors à Paris et travaille, pour gagner sa vie, à la Compagnie du gaz où l'introduit son beau-frère, chef du Contentieux.

## Vie parisienne
Sur recommandation d'une vieille tante et du poète lotois, Francis Maratuech, dont il a été le collaborateur pour la revue Le Feu follet, il rencontre à Paris des personnalités du monde littéraire, dont Albert Delpit et Charles Buet, qui tient un salon des mieux fréquentés. Il entre ainsi en contact avec des écrivains, des poètes qui font l'actualité et devient lui-même écrivain et dramaturge. Il rencontre toutes les personnalités de son temps dans ce milieu, de Henri Lavedan à Georges de Porto-Riche, d'Abel Hermant à Lucien Guitry, Sarah Bernhardt. Licencié de son emploi pour cause de réduction d'effectifs, il adresse ses textes aux journaux et il publie une nouvelle, « Le  dernier exploit d'un huissier », dans Le Figaro, puis une autre dans Paris illustré.

## Céleste Prudhomat
Son premier roman, Céleste Prudhomat, est accepté par La Librairie moderne, maison d'édition que viennent de lancer, rue Saint-Benoît, Gustave de Malherbe et Paul Hervieu, auxquels il a été présenté par Henri Lavedan. Il se lie d'amitié avec Bloy entre 1881 et 1887, Huysmans, Villiers de L'Isle-Adam. Il participe avec Marcel Prévost, Abel Hermant, Hugues Le Roux, Jules Perrin, Camille Oudinot, à un éphémère « Groupe des Treize » que devait parrainer Guy de Maupassant. Il signe avec Paul Bonnetain, J.-H. Rosny, Lucien Descaves, Paul Margueritte un texte resté célèbre publié dans Le Figaro du 18 août 1887,  le « Manifeste des cinq », un pamphlet dirigé contre Émile Zola. On lui doit un portrait assez vivant de Bloy et de son milieu dans ses mémoires publiés en 1925, Au Banquet de la vie. En 1931, il est candidat malheureux à l'Académie française, contre Pierre Benoit qui est élu.

## Publications
Romans
- Céleste Prudhomat, mœurs de province, Librairie moderne, 1887
- L'Ennemi, mœurs de province, La Renaissance du livre, 1887
- La Pudeur de Sodome, Quantin, 1888
- L'Imprévu, Tresse et Stock, 1890. Également publié sous forme de roman-feuilleton dans Le Figaro du 8 juillet 1890 au 14 août 1890
- Philippe Destal, Tresse et Stock, 1892
- Un cœur discret, Plon Nourrit et Cie, 1892
- Au fil de la vie, Ollendorff, 1895
- La Femme du voisin, H. Simonis Empis, 1898
- Trop de zèle, Flammarion, v. 1900
- Bonne Fortune, Fasquelle, 1905
- Un Monsieur très bien. Le But, Fasquelle, 1910
- Les Deux Soldats, Fasquelle, 1917
- Le Tremplin, La Renaissance du livre, 1919
- Le Petit Lancrit, Les Œuvres inédites no 17, Ferenczi et fils, 1921
- La Tueuse, Ferenczi et fils, 1921
- En vacances ! Ferenczi et fils, 1924
- La Clef du cœur, Flammarion, 1925
- Tout se paye Hachette, 1928
- La Part de l'amour, Fasquelle, 1930
- La Vie amoureuse de Murat, Flammarion, 1930

Théâtre
- Snob, comédie en 4 actes, Théâtre de la Renaissance, 5 avril 1897
- Le Nuage, comédie en 2 actes, Comédie-Française, 15 décembre 1901
- Chacun sa vie, comédie en 3 actes, avec Pierre-Barthélemy Gheusi, Comédie-Française, 10 septembre 1907
- Ghyslaine, drame lyrique en 1 acte, avec Michel Froger, Opéra-Comique, 26 février 1908
- Lauzun, pièce en 4 actes, avec François de Nion, Théâtre de la Porte-Saint-Martin, 16 avril 1909
- Céleste, drame lyrique, Opéra-Comique, 1er décembre 1913
- Vouloir, comédie en 4 actes, Comédie-Française, 19 mai 1913

Mémoires
- Au banquet de la vie, souvenirs de la vie littéraire, Spes, 1925. Réédition : Du Lérot, impr., Tusson, 2006.
- Le Spectacle, trois étapes du théâtre et de la vie parisienne de 1887 à 1914, Spes, 1932

## Distinctions
- Chevalier de la Légion d'Honneur au titre du ministre de l'Instruction publique (décret du 16 juillet 1895). Parrain : Jules Many, magistrat, ancien chef de cabinet du ministre du Commerce.
- Officier de la Légion d'Honneur au titre du ministre de l'Instruction publique (décret du 3 février 1929). Parrain : le colonel Albert Somprou, ancien commandant de la Garde républicaine de Paris.
- Prix Toirac, prix Alfred Née et prix d’Académie de l'Académie française en 1914, 1917 et 1935[4]